# Огнёв, Иван Михайлович
Ива́н Миха́йлович Огнёв (1902—1988) — полковник Советской Армии, участник Великой Отечественной войны, Герой Советского Союза (1945).

## Биография
Иван Огнёв родился 5 марта 1902 года в посёлке Абрамовка (ныне — Таловский район Воронежской области). После окончания церковно-приходской школы учился во второклассной школе, с 1920 года работал на комбинате. В августе 1921 года Огнёв добровольно пошёл на службу в Рабоче-крестьянскую Красную Армию. В 1923 году он окончил пехотные курсы. 
В 1934 году был репрессирован, уволен из рядов Вооружённых Сил и отправлен в Дальлаг НКВД. 
В августе 1936 года освобождён, работал в Рязани. Заочно учился в Рязанском педагогическом институте, работал учителем в средней школе. В июне 1941 года Огнёв повторно был призван в армию. Окончил курсы «Выстрел». С того же года — на фронтах Великой Отечественной войны. В боях был тяжело ранен.
К октябрю 1943 года подполковник Иван Огнёв командовал 764-м стрелковым полком 232-й стрелковой дивизии 38-й армии Воронежского фронта. Отличился во время битвы за Днепр. 4 октября 1943 года полк Огнёва переправился через Днепр на плацдарм в районе села Лютеж Вышгородского района Киевской области Украинской ССР. В боях за его удержание полк за два дня отразил шестнадцать немецких контратак. 6 ноября 1943 года в бою Огнёв получил тяжёлое ранение, но продолжал сражаться. Впоследствии в госпитале ему была ампутирована нога. С августа 1944 года Огнёв работал заведующим военной кафедрой Запорожского педагогического института.
Указом Президиума Верховного Совета СССР от 27 июня 1945 года за «мужество, отвагу и героизм, проявленные в борьбе с немецкими захватчиками» подполковник Иван Огнёв был удостоен высокого звания Героя Советского Союза с вручением ордена Ленина и медали «Золотая Звезда» за номером 7656.
После окончания войны Огнёв руководил военной кафедрой Рязанского педагогического института. В феврале 1951 года в звании полковника он был уволен в запас. Проживал в Рязани, работал лектором общества «Знание», активно занимался общественной деятельностью. Умер 5 января 1988 года, похоронен на Сысоевском кладбище Рязани.
Почётный гражданин Семилук. Был также награждён двумя орденами Красного Знамени, орденами Кутузова 3-й степени, Отечественной войны 1-й степени и Красной Звезды, рядом медалей.

## Память
- Бюст И. М. Огнёва установлен в Рязани на территории ВВДВУ имени генерала армии В. Ф. Маргелова; на доме, где жил Герой (ул. Дзержинского, 7), установлена мемориальная доска.
- Мемориальная доска в честь Героя Советского Союза И. М. Огнёва установлена в селе Абрамовка Таловского района Воронежской области.